# Kloten
Kloten és un municipi del cantó de Zúric (Suïssa), situat al districte d'Andelfingen.